# العلاقات التونسية العمانية
العلاقات التونسية العمانية هي العلاقات الثنائية التي تجمع بين تونس وسلطنة عمان.

## مقارنة بين البلدين
هذه مقارنة عامة ومرجعية للدولتين:
| وجه المقارنة                                              | تونس                                       | سلطنة عمان    |
| --------------------------------------------------------- | ------------------------------------------ | ------------- |
| المساحة (كم2)                                             | 163.61 ألف                                 | 309.50 ألف    |
| عدد السكان (نسمة)                                         | 11.53 مليون                                | 4.64 مليون    |
| الكثافة السكانية (ن./كم²)                                 | 70.47                                      | 14.99         |
| العاصمة                                                   | تونس                                       | مسقط          |
| اللغة الرسمية                                             | اللغة العربية                              | اللغة العربية |
| العملة                                                    | دينار تونسي                                | ريال عماني    |
| الناتج المحلي الإجمالي (بليون دولار)                      | 40.26 مليار                                | 72.64 مليار   |
| الناتج المحلي الإجمالي (تعادل القوة الشرائية) بليون دولار | 129.05 مليار                               | 179.49 مليار  |
| الناتج المحلي الإجمالي الاسمي للفرد دولار أمريكي          | 3.87 ألف                                   | 15.55 ألف     |
| الناتج المحلي الإجمالي للفرد دولار أمريكي                 | 11.44 ألف                                  | 38.63 ألف     |
| مؤشر التنمية البشرية                                      | 0.721                                      | 0.793         |
| رمز المكالمات الدولي                                      | +216                                       | +968          |
| رمز الإنترنت                                              | .tn                                        | عمان          |
| المنطقة الزمنية                                           | ت ع م+01:00، توقيت وسط أوروبا، ت ع م+02:00 | ت ع م+04:00   |

## منظمات دولية مشتركة
يشترك البلدان في عضوية مجموعة من المنظمات الدولية، منها:
| علم المنظمة | اسم المنظمة                                 | تاريخ انضمام تونس | تاريخ انضمام سلطنة عمان |
| ----------- | ------------------------------------------- | ----------------- | ----------------------- |
|             | صندوق النقد العربي                          | ?                 | ?                       |
|             | المنظمة العالمية للملكية الفكرية            | [ 21 ]            | [ 22 ]                  |
|             | جامعة الدول العربية                         | 1 أكتوبر 1958     | 1971                    |
|             | منظمة التجارة العالمية                      | ?                 | 2000                    |
|             | الاتحاد البريدي العالمي                     | ?                 | ?                       |
|             | المنظمة البحرية الدولية                     | 1963              | ?                       |
|             | يونسكو                                      | 8 نوفمبر 1956     | 10 فبراير 1972          |
|             | الفريق المعني برصد الأرض                    | ?                 | ?                       |
|             | مؤسسة التمويل الدولية                       | 25 يوليو 1962     | 1973                    |
|             | المركز الدولي لتسوية المنازعات الاستشارية   | 14 أكتوبر 1966    | 1995                    |
|             | منظمة التعاون الإسلامي                      | ?                 | 1970                    |
|             | منظمة حظر الأسلحة الكيميائية                | ?                 | ?                       |
|             | مؤسسة التنمية الدولية                       | 30 ديسمبر 1960    | 1973                    |
|             | وكالة ضمان الاستثمار متعدد الأطراف          | 7 يونيو 1988      | 1989                    |
|             | المصرف العربي للتنمية الاقتصادية في أفريقيا | ?                 | ?                       |
|             | منظمة الشرطة الجنائية الدولية               | ?                 | ?                       |
|             | الاتحاد الدولي للاتصالات                    | 14 ديسمبر 1956    | 28 أبريل 1972           |
|             | الأمم المتحدة                               | 12 نوفمبر 1956    | 7 أكتوبر 1971           |
|             | البنك الدولي للإنشاء والتعمير               | 14 أبريل 1958     | 1971                    |
|             | المنظمة الهيدروغرافية الدولية               | ?                 | ?                       |
|             | الصندوق العربي للإنماء الاقتصادي والاجتماعي | ?                 | ?                       |

## وصلات خارجية
- موقع وزارة الخارجية التونسية
- موقع وزارة الخارجية العمانية